# This Is For
"This Is For"는 대한민국의 걸 그룹 트와이스의 네 번째 한국 정규 음반 (전체 아홉 번째)이다. 2025년 7월 11일, JYP 엔터테인먼트와 리퍼블릭 레코드를 통해 발매되었다.

## 배경 및 발매
트와이스는 2025년 5월 19일 "Intro: Four"라는 티저 영상을 공개하며 네 번째 정규 음반을 예고했다. 짧은 클립에는 아홉 멤버 모두가 "Four"가 새겨진 파란색 치마를 입고 등장한다. Formula of Love (2021) 이후 그룹의 첫 한국어 정규 음반이다. 음반 발매일과 제목은 5월 21일에 발표되었다.
6월 9일, 트와이스는 음반을 지원하기 위해 This Is For 월드 투어를 발표했다. 6월 26일, 소셜 미디어 계정을 통해 트랙리스트가 공개되었는데, Formula of Love와 유사하게 5개의 유닛 트랙이 포함되었다. 며칠 전 그룹은 각 멤버를 위한 9개의 솔로 트랙을 공개했지만, 이 곡들은 음반에 포함되지 않았다.

## 평가
비츠 퍼 미닛의 체이스 맥멀런은 이 음반에 84/100점을 주며 트와이스의 "가장 긴밀하고 응집력 있는 음반"이라고 칭찬했으며, 프로덕션과 그룹의 퍼포먼스를 높이 평가했다. 스푸트니크뮤직의 라울 스탠치우는 음반에 5점 만점에 2.8점을 주며 짧은 길이와 대부분 트랙의 파생적인 프로덕션을 비판했다. 그는 전반적으로 이 음반을 "10주년의 실책"이라고 부르며 Formula of Love의 실망스러운 후속작으로 평가했다.

## 상업적 성과
"This Is For"는 2025년 7월 12일 주간 써클 앨범 차트에서 671,771장 판매로 대한민국 1위를 차지했다. 미국에서는 음반 데이터 추적 회사인 루미네이트의 지비계이 따르면 8만 음반 판매량에 상응하는 단위로 빌보드 200 차트 6위로 데뷔했다. 이 중 6만 8천 장은 순수 판매량이었고, 1만 2천 장은 스트리밍에 상응하는 단위였다. This Is For는 트와이스의 차트 톱 10 진입 일곱 번째 음반이다.

## 곡 목록
| #            | 제목                                               | 작사                                                            | 작곡                                                           | 편곡                    | 재생 시간 |
| ------------ | -------------------------------------------------- | --------------------------------------------------------------- | -------------------------------------------------------------- | ----------------------- | --------- |
| 1.           | 〈Four〉                                           | 심은지                                                          | 심은지                                                         | 심은지                  | 1:45      |
| 2.           | 〈This Is For〉                                    | 테일러 파크스 엠 월콧                                           | 테일러 파크스 월콧 구스타프 랜델 스티븐 맥그레거 다우드 앤서니 | 랜델 디 지니어스 다우드 | 2:11      |
| 3.           | 〈Options〉                                        | 태트 체스터턴 이아인 제임스                                     | 이어어택 체스터턴 제임스 CQ                                    | 이어어택 CQ             | 3:06      |
| 4.           | 〈Mars〉                                           | 진리 (Full8loom)                                                | 카밀 페리 에드워즈 로맨스 윌 블룸필드                          | 블룸필드                | 2:21      |
| 5.           | 〈Right Hand Girl〉                                | 타네이샤 잭슨 조지아 쿠 모건 코니 스미스 제임스 다니엘 루이스   | 쿠 스미스 루이스                                               | 루이스                  | 2:31      |
| 6.           | 〈Peach Gelato〉                                   | 믹 쿠건 존 라이언 줄리안 버네타                                 | 쿠건 라이언 버네타                                             | 쿠건 라이언 버네타      | 2:18      |
| 7.           | 〈Hi Hello〉                                       | 이은화 (153/줌바스) 메건 뷜로우 사이먼 윌콕스 매튜 홈스 필 레이 | 뷜로우 윌콕스 홈스 레이                                        | 맥 & 필                 | 2:07      |
| 8.           | 〈Battitude〉 (나연, 정연, 모모, 미나)             | 미란다 글로리 인준자 알렉시스 안드레아 보이드                   | 인준자 보이드                                                  | 뎀 조인츠               | 2:26      |
| 9.           | 〈Dat Ahh Dat Ooh〉 (사나, 지효, 다현, 채영, 쯔위) | 카바 MNEK 베이비 테이트 자말 운                                 | 카바 MNEK 베이비 테이트 운 릴라이트                            | 릴라이트                | 2:28      |
| 10.          | 〈Let Love Go〉 (정연, 모모, 사나, 쯔위)           | 에이미 앨런 보이 매튜스 클레오 타이그 카일 버클리               | 앨런 매튜스 타이그 버클리                                      | 핑크 슬립               | 2:58      |
| 11.          | 〈G.O.A.T.〉 (미나, 다현, 채영)                    | 구스텐 달퀴스트 아리네 카리미                                   | 베르사초이 달퀴스트 카리미                                     | 베르사초이              | 2:25      |
| 12.          | 〈Talk〉 (나연, 지효)                              | 체스터턴                                                        | 이어어택 체스터턴                                              | 이어어택                | 2:48      |
| 13.          | 〈Seesaw〉                                         | 이스란                                                          | 앨런 르로이 클램핏 뷜로우 제임스 에이브러하트                  | 클램핏                  | 3:30      |
| 14.          | 〈Heartbreak Avenue〉                              | 아리 펜스미스 안젤리나 셰리                                     | 우민 이 "Collapsedone" 펜스미스 셰리                           | W. Lee                  | 3:16      |
| 총 재생 시간 | 총 재생 시간                                       | 총 재생 시간                                                    | 총 재생 시간                                                   | 총 재생 시간            | 36:14     |

| #            | 제목                            | 작사                  | 작곡                                                           | 편곡                       | 재생 시간 |
| ------------ | ------------------------------- | --------------------- | -------------------------------------------------------------- | -------------------------- | --------- |
| 15.          | 〈This Is For〉 (확장)          | 테일러 파크스 엠 월콧 | 테일러 파크스 월콧 구스타프 랜델 스티븐 맥그레거 다우드 앤서니 | 랜델 디 지니어스 다우드    | 2:26      |
| 16.          | 〈Takedown〉 (정연, 지효, 채영) | 린드그렌              | 린드그렌                                                       | 린드그렌 이안 아이젠드라스 | 3:00      |
| 총 재생 시간 | 총 재생 시간                    | 총 재생 시간          | 총 재생 시간                                                   | 총 재생 시간               | 41:40     |

## 차트
| 차트 (2025)                           | 최고 순위 |
| 30                                    |           |
| 112                                   |           |
| 54                                    |           |
| ------------------------------------- | --------- |
| 프랑스 음반 (프랑스 음반 협회)        | 21        |
| 27                                    |           |
| 일본 합산 음반 (오리콘)               | 19        |
| 일본 핫 앨범 (빌보드 재팬)            | 3         |
| 뉴질랜드 음반 (리코디드 뮤직 NZ)      | 36        |
| 대한민국 음반 (써클)                  | 1         |
| 스웨덴 실물 음반 (스베리예토프리스탄) | 14        |
| 75                                    |           |
| 영국 디지털 앨범 (OCC)                | 26        |
| 6                                     |           |